# 砍殺遊戲
砍殺遊戲（Hack and slash，或稱“劈砍遊戲”）遊戲進行方式強調於戰鬥過程，這種遊戲只有簡單的故事和目標而已。在現代的電子遊戲裡，此語詞代表了以武器對砍的遊戲。在其它使用下就比較廣闊，徒手或者使用任何武器進行多人攻擊的遊戲都可以列在這個種類下。

## 來源
此遊戲模式來源為龍與地下城和多人連線遊戲類似的桌上角色扮演遊戲。遊戲進行方式因強調於戰鬥過程而只有簡單的故事和目標。此語詞也可以有負面含義，像是形容非常無聊而單調的遊戲模式。

## 電子遊戲的運用
“砍杀游戏”一词从桌面游戏过渡到电子游戏通常起源于龙与地下城类游戏，这类玩法现已在大量动作角色扮演游戏中得到广泛应用，包括暗黑破坏神系列和《天堂》等等。区别于劈砍类角色扮演游戏，“砍杀游戏”也同样开始用于指代早期武器类的卷轴动作游戏，例如《战斧》系列等。近年的劈砍遊戲有所變化。除了动作角色扮演游戏，媒体也时常使用“砍杀游戏”一词指代3D武器类第三人称动作游戏这一特定类型，包括《真·三国无双》、《鬼泣》、《鬼武者》、《忍者龙剑传》、《战神》、《猎天使魔女》均被認同是砍殺遊戲的代表作品。